# Altmarkkreis Salzwedel
Altmarkkreis Salzwedel (dosł. powiat staromarchijski Salzwedel) – powiat w niemieckim kraju związkowym Saksonia-Anhalt. Siedzibą powiatu jest miasto Salzwedel.

## Podział administracyjny
Powiat składa się z:
- 5 miast (Stadt)
- 1 gminy związkowej (Verbandsgemeinde)

Miasta:
| Lp. | Nazwa miasta       | Ludność (31.12.2011) | Powierzchnia km² |
| --- | ------------------ | -------------------- | ---------------- |
| 1   | Arendsee (Altmark) | 7.299                | 269,68           |
| 2   | Gardelegen         | 23.629               | 632,24           |
| 3   | Kalbe (Milde)      | 8.069                | 272,51           |
| 4   | Klötze             | 10.660               | 278,26           |
| 5   | Salzwedel          | 24.631               | 304,53           |

Gminy związkowe:
| Lp. | Nazwa gminy          | Ludność (31.12.2011) | Powierzchnia km² | Liczba gmin |
| --- | -------------------- | -------------------- | ---------------- | ----------- |
| 1   | Beetzendorf-Diesdorf | 14.151               | 518,70           | 8           |

## Reformy administracyjne
- 1 stycznia 2010
  - Rozwiązanie wspólnoty administracyjnej Klötze i wcielenie gmin Dönitz, Immekath, Jahrstedt, Kunrau, Kusey, Neuendorf, Neuferchau, Ristedt, Schwiesau, Steimke, Wenze do miasta Klötze
  - Rozwiązanie wspólnoty administracyjnej Arendsee-Kalbe
    - Przyłączenie gmin Binde, Höwisch, Kaulitz, Kerkau, Kläden, Kleinau, Leppin, Neulingen, Sanne-Kerkuhn, Schrampe, Thielbeer i Ziemendorf do miasta Arendsee (Altmark)
    - Przyłączenie gmin Brunau, Engersen, Jeetze, Packebusch, Kakerbeck i Vienau do miasta Kalbe (Milde)

  - Gminy Chüden, Henningen, Klein Gartz, Langenapel, Liesten, Osterwohle, Pretzier, Riebau, Seebenau i Tylsen przyłączono do Salzwedel
  - Gminę Neuekrug przyłączono do Diesdorfu
  - Gminy Jeseritz, Potzehne, Roxförde, Wannefeld, Wiepke i Zichtau przyłączono do Gardelegen
  - Gminy Bornsen, Hanum, Lüdelsen i Nettgau przyłączono do Jübar
- 1 stycznia 2011
  - Rozwiązanie wspólnoty administracyjnej Salzwedel-Land
    - Przyłączenie gmin Wieblitz-Eversdorf i Steinitz do miasta Salzwedel
    - Przyłączenie gmin Mechau, Vissum, Rademin i Fleetmark do miasta Arendsee (Altmark)
    - Przyłączenie gmin Jeggeleben, Badel i Zethlingen do miasta Kalbe (Milde)

  - Rozwiązanie wspólnoty administracyjnej Südliche Altmark
    - Przyłączenie gmin Breitenfeld, Dannefeld, Estedt, Hottendorf, Jävenitz, Jeggau, Jerchel, Kassieck, Köckte, Letzlingen, Lindstedt, Mieste, Miesterhorst, Peckfitz, Sachau, Seethen, Sichau i Solpke do miasta Gardelegen